# Куйбишевське газове родовище
Ку́йбишевське га́зове родо́вище — належить до Індоло-Кубанської нафтогазоносної області Південного нафтогазоносногу регіону України.

## Опис
Розташоване в південно-західній частині Керченського півострова за 25 км від м. Феодосії.
Приурочене до занурення Гірського Криму. Газоносна структура — брахіантикліналь північно-східного простягання 7х2 м, висотою близько 200 м — виявлена в 1935 р. Безпосередньо Поклад газу пов'язаний з газових покладів півн.-сх. перикліналі складки. Перший приплив газу одержано в 1967 р. з верхньокрейдових відкладів в інтервалі 2273-2293 м. Продуктивний горизонт містить мергелі, аргіліти та вапняки, у нижній частині — пісковики. Колектори — пісковики і вапняки тріщинно-порового типу.
Поклад пластовий, склепінчастий, тектонічно екранований. Режим покладу водонапірний. Запаси газу початкові видобувні категорій А+В+С1 — 615 млн. м³.